# Facundo Sánchez
Facundo Sánchez (Sa Pereira, Santa Fe, 7 de marzo de 1990) es un futbolista argentino. Juega de defensa y su equipo es Colón de Santa Fé de la Primera B Nacional.

## Trayectoria
Luego de su etapa formativa actuando en novena y octava división en el Club Bochazo de San Vicente (Santa Fé), desarrolló inferiores en Colón de Santa Fé. Realizó su debut en primera división en la victoria por 2 goles contra 0 frente a San Martín de Tucumán el 9 de mayo de 2009. 
En Argentina jugó en Defensa y Justicia, Tigre y Estudiantes de La Plata entre 2011 y 2020.
En 2020 juega en Panathinaikos Fútbol Club de la Primera División de Grecia hasta 2023, y después pasa al AEK Larnaca de la Primera División de Chipre.
Luego de cuatro años completos en el fútbol europeo, en enero de 2025 regresa a Colón de Santa Fé para intentar conseguir el ascenso a Primera División de Argentina.

## Clubes
| Club                    | País      | Año          |
| ----------------------- | --------- | ------------ |
| C. A. Colón             | Argentina | 2009-2011    |
| Defensa y Justicia      | Argentina | 2011-2013    |
| C. A. Tigre             | Argentina | 2013-2015    |
| Estudiantes de La Plata | Argentina | 2016-2020    |
| Panathinaikos           | Grecia    | 2020-2023    |
| AEK Larnaca             | Chipre    | 2023-2024    |
| C. A. Colón             | Argentina | 2025-Actual. |

## Estadísticas

### Clubes
| Club                         | Temporada           | Liga  | Liga  | Liga   | Copa nacional | Copa nacional | Copa nacional | Copa internacional | Copa internacional | Copa internacional | Total | Total | Total  |
| Club                         | Temporada           | Part. | Goles | Asist. | Part.         | Goles         | Asist.        | Part.              | Goles              | Asist.             | Part. | Goles | Asist. |
| ---------------------------- | ------------------- | ----- | ----- | ------ | ------------- | ------------- | ------------- | ------------------ | ------------------ | ------------------ | ----- | ----- | ------ |
| Colón Argentina              | 2008/09             | 3     | 0     | 0      | -             | -             | -             | -                  | -                  | -                  | 3     | 0     | 0      |
| Colón Argentina              | 2009/10             | 1     | 0     | 0      | -             | -             | -             | -                  | -                  | -                  | 1     | 0     | 0      |
| Colón Argentina              | 2010/11             | 1     | 0     | 0      | -             | -             | -             | -                  | -                  | -                  | 1     | 0     | 0      |
| Colón Argentina              | Total               | 5     | 0     | 0      | -             | -             | -             | -                  | -                  | -                  | 5     | 0     | 0      |
| Defensa y Justicia Argentina | 2011/12             | 22    | 1     |        | -             | -             | -             | -                  | -                  | -                  | 22    | 1     |        |
| Defensa y Justicia Argentina | 2012/13             | 25    | 1     | 0      | 2             | 0             |               | -                  | -                  | -                  | 27    | 1     |        |
| Defensa y Justicia Argentina | Total               | 47    | 2     |        | 2             | 0             |               | -                  | -                  | -                  | 49    | 2     |        |
| Tigre Argentina              | 2013/14             | 22    | 1     | 0      | -             | -             | -             | -                  | -                  | -                  | 22    | 1     | 0      |
| Tigre Argentina              | 2014                | 9     | 2     | 0      | -             | -             | -             | -                  | -                  | -                  | 9     | 2     | 0      |
| Tigre Argentina              | 2015                | 26    | 3     | 3      | 2             | 0             |               | 2                  | 0                  | 0                  | 30    | 3     | 3      |
| Tigre Argentina              | Total               | 57    | 6     | 3      | 2             | 0             |               | 2                  | 0                  | 0                  | 61    | 6     | 3      |
| Estudiantes Argentina        | 2016                | 17    | 1     | 3      | -             | -             | -             | -                  | -                  | -                  | 17    | 1     | 3      |
| Estudiantes Argentina        | 2016/17             | 25    | 3     | 1      | 4             | 1             | 1             | 7                  | 3                  | 0                  | 36    | 7     | 2      |
| Estudiantes Argentina        | 2017/18             | 23    | 1     | 1      | -             | -             | -             | 10                 | 0                  | 2                  | 33    | 1     | 3      |
| Estudiantes Argentina        | 2018/19             | 24    | 0     | 2      | 8             | 2             | 1             | 2                  | 0                  | 0                  | 34    | 2     | 3      |
| Estudiantes Argentina        | 2019/20             | 20    | 1     | 0      | 3             | 0             | 1             | 0                  | 0                  | 0                  | 23    | 1     | 1      |
| Estudiantes Argentina        | Total               | 109   | 6     | 7      | 15            | 3             | 3             | 19                 | 3                  | 2                  | 143   | 12    | 12     |
| Total en su carrera          | Total en su carrera | 218   | 14    | 10     | 19            | 3             | 3             | 21                 | 3                  | 2                  | 258   | 20    | 15     |

-->

## Palmarés

### Títulos nacionales
| Título         | Club          | País   | Año  |
| -------------- | ------------- | ------ | ---- |
| Copa de Grecia | Panathinaikos | Grecia | 2022 |